# 红肋嵌线螺
红肋嵌线螺（学名：Cymatium rubercula），是异足目法螺科梭法螺属的一种。主要分布于中国大陆，常栖息在潮间带至潮下带。